# Ломиса (церковь)
Церковь Ломиса (груз. ლომისა) — средневековая христианская святыня в восточной Грузии, посвящённая Георгию Победоносцу. Она представляет собой простую каменную зальную церковь, возведённую в IX или X веке. Расположенная на высоте около 2200 метров над уровнем моря на горном хребте, водоразделе между долинами Ксани и Арагви, она является главным святилищем для высокогорного региона Мтиулети и соседних общин, а также местом проведения ежегодного празднества в седьмую неделю после Пасхи, который включает массовое жертвоприношение животных. Церковь включена в список недвижимых памятников культуры национального значения Грузии.

## Расположение и архитектура
Храм Ломиса находится на вершине высокого горного перевала в муниципалитете Душети, примерно в 7 км к югу от деревни Квемо-Млета и в 18 км к северо-западу от небольшого городка Пасанаури. Гора Ломиси или Алеви, на которой расположена церковь, возвышается над долиной Арагви в историческом районе Мтиулети, ныне административно входящем в состав грузинского мхаре Мцхета-Мтианети.
Ломиса представляет собой простую зальную церковь, занимающую площадь в 14,5 на 7,8 метров, построенную из необожжённого камня. Первоначальное здание датируется IX или X веком. Существуют также ещё два строения, возведённые позднее к югу и к северу от главного здания. Части церкви были разрушены, в результате чего здание частично погребено в почве и обломках. Внутреннее пространство храма подвергалось реконструкции несколько раз в течение истории. В сохранившейся церкви сводчатый потолок опирается на арку, поддерживаемую пилястрами. Продольные стены имеют ниши. Здание храма окружено развалинами различных сооружений, в том числе обломками колонн того, что когда-то было двухэтажной колокольней, располагавшейся к югу от церкви.

## История

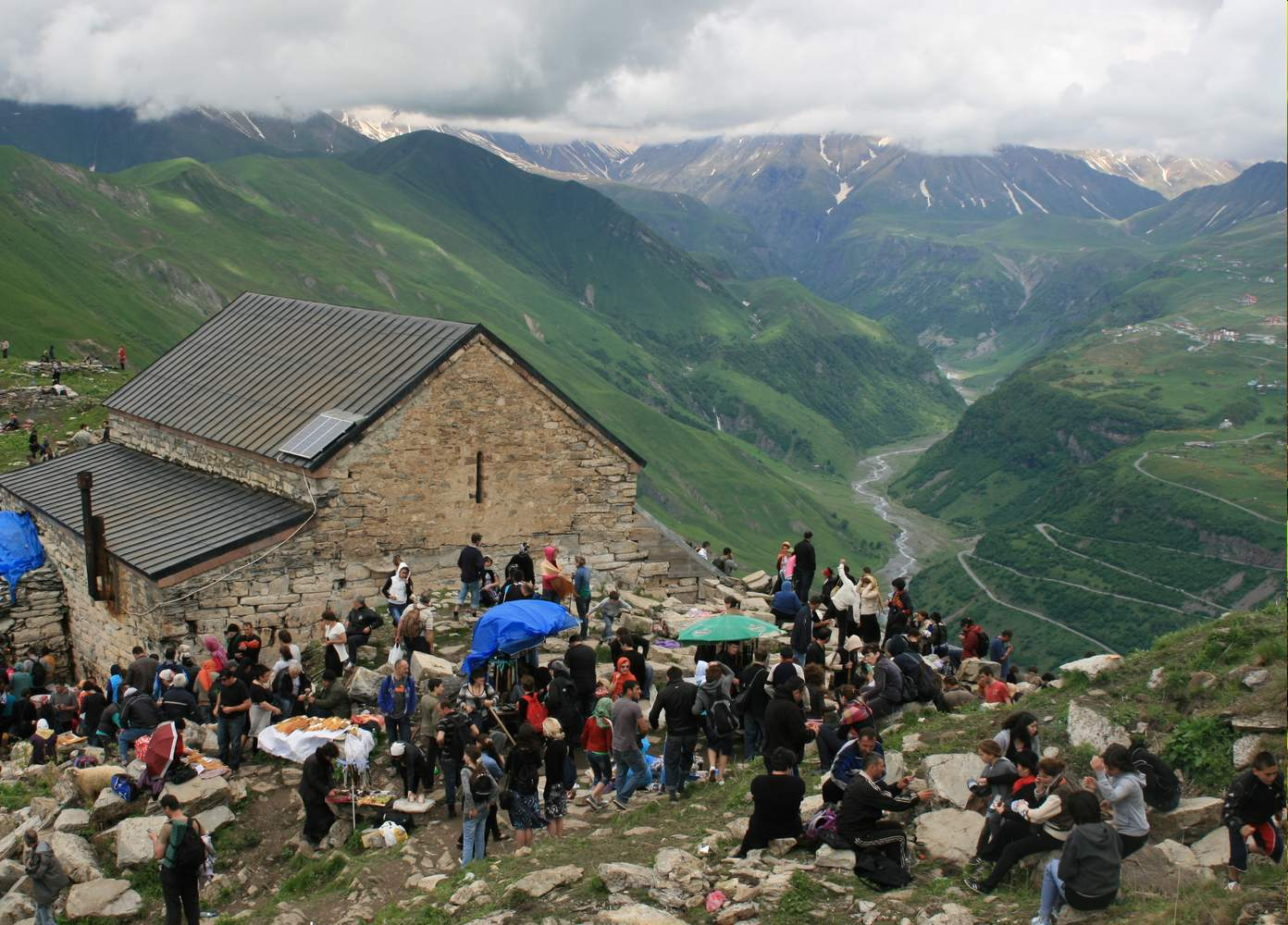
Церковь Ломиса во время празднества 2011 года.

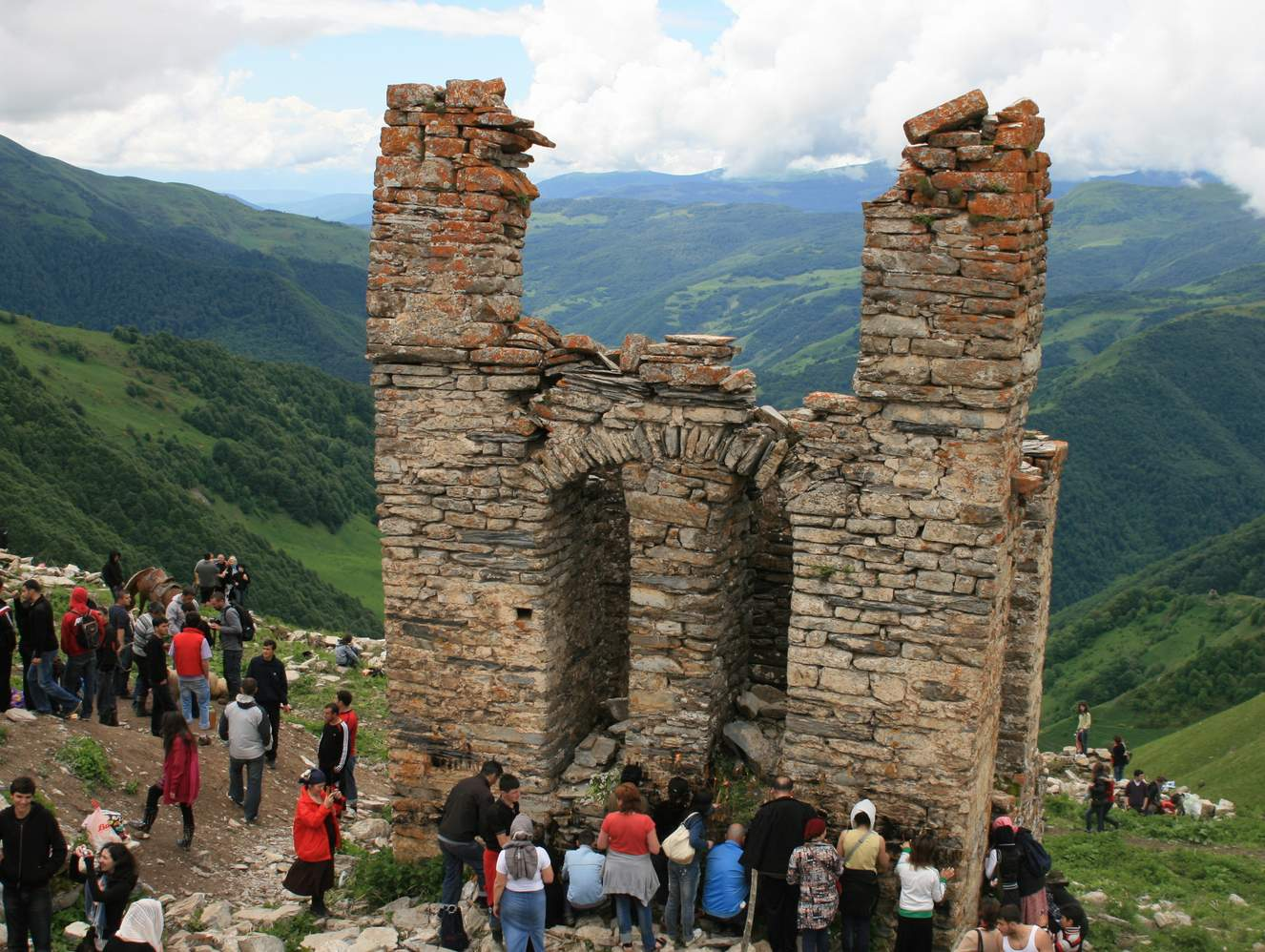
Руины колокольни в Ломисе.

Ломиса фигурирует во многих местных легендах и народных сказках. По одной из них церковь была построена здесь в память об освобождении 7000 грузин из хорезмского плена, произошедшего благодаря чудесному вмешательству иконы Святого Георгия, которая была установлена на быке по имени Лома («Лев»). Другая легенда гласит, что капитан царского отряда навлёк на себя гнев иконы, когда рубил церковную дверь на дрова: солдаты были ослеплены, и их зрение не возвращалось, пока капитан не пообещал пожертвовать церкви железную дверь. Внутри церкви до сих пор хранится железная дубовая дверь с грузинскими надписями XVI—XVII веков. В церкви также есть старая массивная железная цепь, которую верующие надевают на шею и обходят храм три раза против часовой стрелки, чтобы дать обет или загадать желание.
Исторически сложилось так, что Ломиса стала самой сакральной христианской святыней для восточных грузинских горцев, которые клялись именем святого Георгия Ломисского. Это было место, где местные жители собирались и обсуждали вопросы войны и мира. Церковь пользовалась покровительством грузинской царской семьи и знати. Она также, по-видимому, владела крепостными крестьянами. В 1320-х годах царь Грузии Георгий V Блистательный останавливался в Ломисе, чтобы помолиться перед святым Георгием, на обратном пути из путешествия в Дарьяльское ущелье. Этот правитель издал специальный свод законов для горных долин; так в одном из пунктов говорилось, что убийца крестьянина из Ломисы, который предстанет перед царём или кем-либо другим, должен быть оштрафован на 1500 сребреников.
В церкви Ломиса сохранилось множество ценных церковных предметов, таких как иконы, кресты, знамёна и различная утварь. Князь Вахушти Багратиони, составляя свою географию Грузии около 1745 года, писал, что в храме хранились «многочисленные иконы и кресты, золотые и серебряные». Некоторые из этих уцелевших предметов были вывезены для сохранения в более безопасные и доступные места, такие как церковь в Млете или музеи в Тбилиси. Среди них была утварь, подаренная «эристави» Арагви, а также серебряный подсвечник, подаренный церкви княгиней Кетеван (1744—1808), женой грузинского царевича Вахтанга, молившейся святому Георгию Ломисскому о даровании им детей, о чём свидетельствует соответствующая надпись на предмете.

## Ломисоба

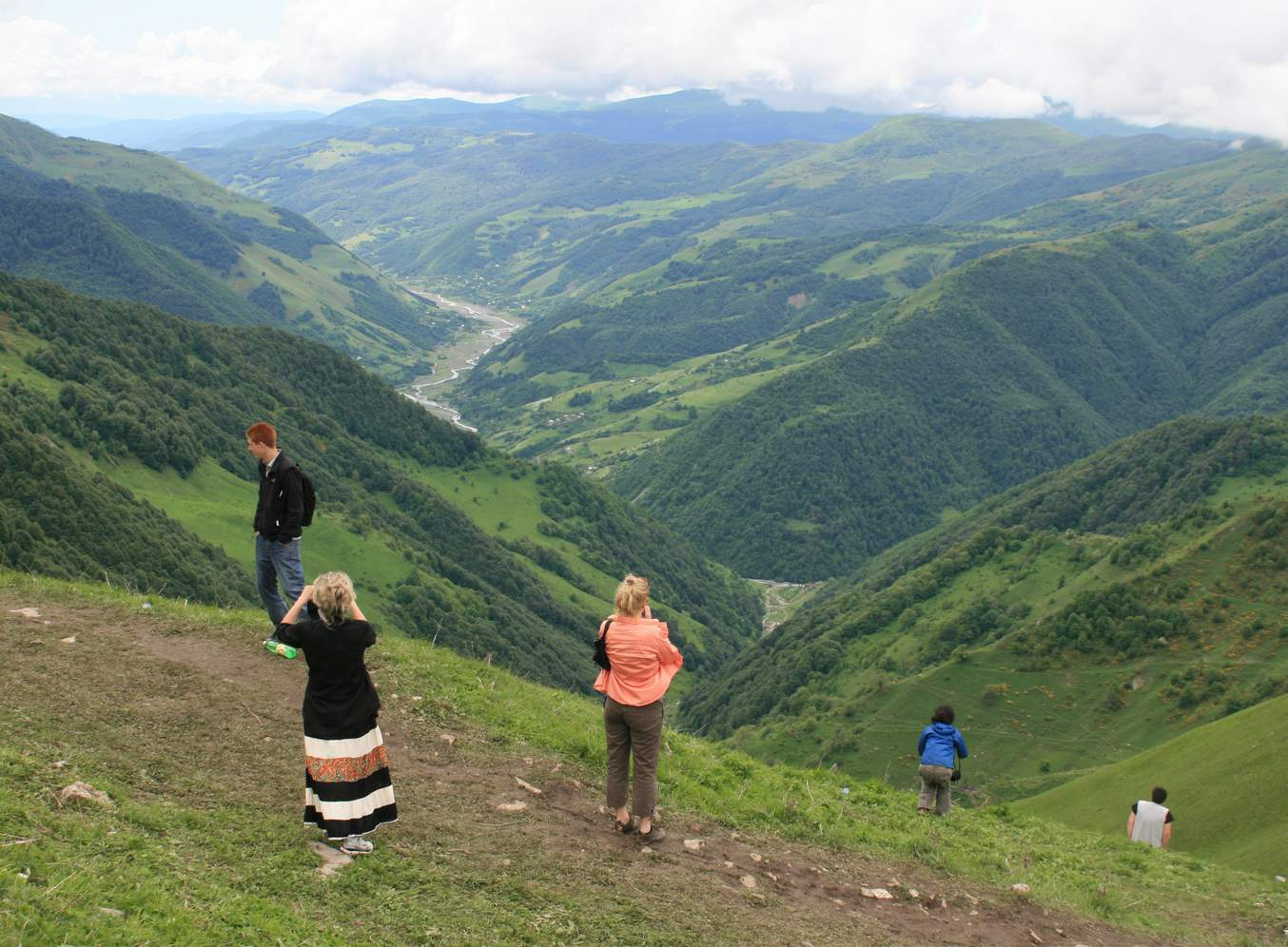
Грузинские паломники в Ломиси осматривают Ксанскую долину, отделённую от остальной Грузии российскими пограничниками с 2008 года.

В церкви Ломиса проводится ежегодное празднество, известное как Ломисоба (буквально «связанное с Ломисой»), вероятно, являющееся пережитком древнего дохристианского культа, на который наложилось почитание святого Георгия. Каждый год, в среду седьмой неделе после Пасхи, тысячи людей из разных регионов Грузии, особенно из Мтиулети, Хеви и Хевсурети, совершают паломничество в церковь Ломиса. Празднество представляет собой масштабное ритуальное жертвоприношение животных, в ходе которого сотни животных, преимущественно овцы, забиваются в долине, недалеко от церкви. В 2010-х годах эта традиция всё чаще стала подвергаться критики со стороны зоозащитников, но местные жители отклонили призывы отказаться от неё. Грузинское православное духовенство заявило, что церковь «предпочитает бескровные жертвоприношения», но не запрещает традицию умерщвления животных и сопутствующей супры (застолья).